# 25636 Vaishnav
25636 Vaishnav è un asteroide della fascia principale. Scoperto nel 2000, presenta un'orbita caratterizzata da un semiasse maggiore pari a 2,8505760 UA e da un'eccentricità di 0,0099756, inclinata di 3,19866° rispetto all'eclittica.